# Pierre Barrat
Pour les articles homonymes, voir Barrat.
Pierre Barrat , né le 29 décembre 1931 à Odomez, est un metteur en scène dramatique et lyrique français, également comédien.

## Biographie
En 1968, il fonde le Théâtre Musical d'Angers, tourné vers le nouveau répertoire lyrique, et en 1972 rejoint l'Opéra du Rhin à Strasbourg, avant de diriger  l'Atelier Lyrique du Rhin de Colmar. Parallèlement, de 1969 à 1976, il participe, à l'expérience du Théâtre Musical au festival d'Avignon, voulue par Jean Vilar. Durant ces années lyriques, Pierre Barrat met en scène les œuvres de Kurt Weil, Benjamin Britten, Claude Prey, Hans Werner Henze, Georges Aperghis, Maurice Ohana, François-Bernard Mâche, Ivo Malec, György Ligeti. L'Atelier, renommé après quelques années Atelier du Rhin, devient en 1990 Centre Dramatique Régional, occasion pour Barrat de revenir à ses activités premières de comédien et metteur en scène de théâtre.

## Théâtre

### Comédien
- 1957 : Soledad de Colette Audry, mise en scène Guy Parigot, Comédie de l'Ouest
- 1958 : Dieu Inquisition de Diego Fabbri, mise en scène Jo Tréhard, Comédie de l'Ouest
- 1958 : Tartuffe de Molière, mise en scène Guy Parigot, Comédie de l'Ouest
- 1959 : La guerre de Troie n'aura pas lieu de Jean Giraudoux, mise en scène Guy Parigot, Comédie de l'Ouest
- 1966 : Le Procès d'Émile Henry d'Antoine Vitez, mise en scène de l'auteur, Théâtre-Maison de la culture de Caen
- 2009 : Mary Stuart de Friedrich von Schiller, mise en scène Stuart Seide, Théâtre du Nord, Théâtre National de Nice, Théâtre Gérard Philipe
- 2010 : Mary Stuart de Friedrich von Schiller, mise en scène Stuart Seide, Théâtre du Nord, Théâtre national de Toulouse Midi-Pyrénées, Nouveau théâtre d'Angers
- 2011 : Mary Stuart de Friedrich von Schiller, mise en scène Stuart Seide, Théâtre national de Strasbourg

### Metteur en scène
- 1960 : Turcaret d’Alain-René Lesage
- 1961 : Ruy Blas de Victor Hugo
- 1962 : Antigone de Sophocle
- 1962 : Tueur sans gages d'Eugène Ionesco
- 1963 : Monsieur Bonhomme et les Incendiaires de Max Frisch
- 1963 : Richard III de William Shakespeare, Comédie de l'Ouest
- 1964 : Nicomède de Corneille, Théâtre-Maison de la culture de Caen
- 1968 On veut la lumière ? Allons-y, compositeur Claude Prey
- 1969 Dom Juan de Molière
- 1970 : Aventures et nouvelles aventures, compositeur György Ligeti
- 1970 : Calques, compositeur Michel Puig, Festival d'Avignon
- 1971 : Un contre tous d'après Victor Hugo, compositeur Ivo Malec
- 1971 La Vie parisienne d'Offenbach
- 1972 : Le Petit Mahagonny (Mahagonny Songspiel) de Bertolt Brecht
- 1974 Les Liaisons dangereuses d'après Pierre Choderlos de Laclos, compositeur Claude Prey
- 1974 Rabelais en liesse, compositeur Guy Reibel
- 1976 : Histoire de loups d'après Sigmund Freud, compositeur Georges Aperghis, Festival d'Avignon
- 1978 Procès du jeune chien de Henri Pousseur et Michel Butor
- 1982 Temboctou de Bernard Chartreux
- 1985 Anacréon de Jean-Philippe Rameau et Actéon de Marc-Antoine Charpentier
- 1989 Mystère de la Passion des Carmina Burana
- 1990 Le Livre de Christophe Colomb de Paul Claudel
- 2011 : Les Mal-aimés de François Mauriac au domaine de Malagar

## Filmographie
- 1966 : La Prise de pouvoir par Louis XIV (TV) : Nicolas Fouquet
- 1991 : Sushi Sushi
- 1998 : Mer agitée
- 2000 : La Loire, Agnès et les garçons (TV) : le directeur du lycée
- 2000 : La Confusion des genres : le père de Laurence
- 2001 : Médée (TV) : Créon
- 2001 : Mère de toxico (TV) : le père d'Hélène
- 2003 : Léo, en jouant « Dans la compagnie des hommes »
- 2006 : L'Enfant de la providence (TV) : le père d'Henry
- 2007 : Requiem pour un assassin (TV) : l'archevêque de Paris

## Publications

### Ouvrages
Théâtre, musique, ma vie aux mille partitions, éditions Tourneciel, 2021  (ISBN 9791095248347)